# Caliópio (governador da Macedônia)

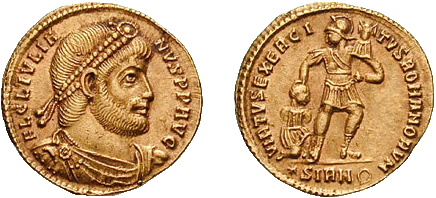
Soldo de Juliano.

Caliópio (em latim: Calliopius) foi um oficial romano de meados do século IV, ativo durante o reinado dos imperadores Constâncio II (r. 337–361) e Juliano, o Apóstata (r. 361–363). Segundo o sofista Libânio era antioqueno. Era pobre quando foi mencionado pela primeira vez nos anos 350 e possuía algum parentesco com Magno 11, que possivelmente era seu pai. Caliópio Iniciou sua carreira como professor associado do Libânio em Antioquia e na capital imperial de Constantinopla.
Em 355, aparece como titular dum posto cortesão menor que envolvia a composição das cartas imperiais. Tornou-se senador em Constantinopla em algum momento antes de 360 e por 359 era assessor, presumivelmente dum governador provincial. Os autores da Prosopografia sugerem que seria em Eufratense, pois posteriormente o conde Modesto 2 e o governador Prisciliano 1 foram convocados para ajudá-lo quando acusações sobre sua conduta em ofício foram feitas. Em 362, foi como consular da Macedônia em Salonica.